# Ella Sundqvist
Ellen (Ella) Ingeborg Oskara Sundqvist, född 16 juli 1905 i Mjölby, död 15 juni 2004 i Väversunda församling i Vadstena kommun, var en svensk musiklärare, målare och tecknare.
Hon var dotter till inspektören Oskar Fredrik Sundqvist och Elin Theresia Ingeborg Jonson. Samtidigt som Sundqvist studerade musik bedrev hon på somrarna 1948–1950 konststudier för Rolf Trolle och 1950–1953 studerade hon för den finlandssvenska konstnären Paul Grönholm vid ABC-skolans teckningskurs samt 1961–1964 studerade hon för olika lärare vid Arilds målarskola i Skåne. Dessutom bedrev hon självstudier under resor till bland annat Tyskland, Spanien, Algeriet, Egypten, Österrike och Sydfrankrike där hon studerade vid Börje Hedlunds målarskola. Hennes genombrott som konstnär kom med målningen Korsfästelsen från 1953 som uppmärksammades av flera konstkritiker. Hon medverkade några gånger i konstklubben Palettens utställningar i Mjölby i slutet av 1940-talet och från mitten av 1950-talet medverkade hon i samlingsutställningar med Östgöta konstförening i Linköping, Motala och Norrköping. Sundqvist är representerad vid Mjölby församlingshem och Östgöta nation i Uppsala.